# Leandro Damián Cufré
Leandro Damián Cufré (nascut a La Plata, el 9 de maig del 1978), és un futbolista argentí que actualment juga de lateral dret al Dinamo de Zagreb de la Prva HNL croata. Cufré, també va jugar per la selecció de l'Argentina entre el 2000 y el 2006.